# Afonso Reis Cabral
Afonso Reis Cabral (Lisbona, 31 marzo 1990) è uno scrittore portoghese.

## Biografia
Nato a Lisbona, è cresciuto a Porto, quinto di sei fratelli. Trisnipote del celebre autore Eça de Queirós, ha iniziato a scrivere all'età di nove anni; quindicenne, ha pubblicato il suo primo libro, la raccolta di poesie Condensação (2005).
Reis Cabral si è laureato in lingua e letteratura portoghese alla Nuova Università di Lisbona, e ha lavorato come correttore di bozze ed editor prima di dedicarsi in via esclusiva alla scrittura.
Nel 2014 si è aggiudicato il Prémio LeYa, il maggiore riconoscimento riservato alle opere inedite in lingua portoghese, con il suo romanzo d'esordio, Mio fratello (O Meu Irmão), incentrato sui temi della famiglia e della disabilità; nel 2017 ha ricevuto inoltre il Premio Europa David Mourão-Ferreira nella categoria ‘Promessa’
Nel settembre 2018 è apparso il suo secondo romanzo, Pão de Açúcar, ispirato a un caso di cronaca (l'omicidio di una prostituta transessuale commesso da un branco di minorenni).

## Opere
- Condensação (2005)
- Mio fratello, Nutrimenti, Roma, 2019 - ISBN 9788865946619 (O Meu Irmão, 2014; trad. Marta Silvetti)
- Pão de Açúcar (2018)